# Kattenbach
Der Kattenbach ist ein etwa 5 km langer, orografisch rechter Zufluss der Schamlah auf dem Gebiet der Stadt Bad Harzburg im Landkreis Goslar.

## Etymologie
Der Name des Oberlaufs Kattenbach bezieht sich auf die östlich des Quellgebiets Kattnäse. Dieser befindet sich auf dem langgestreckten Höhenzug Stöttertalskopf und trägt seinen Namen durch seine auffällige Form, die an eine Katzennase erinnert. Ein
Die Arskerbe als kürzeren Zufluss bezieht sich auf die nächstwestlich gelegene Talfurche. Sie erhielt ihren auch an anderen Orten nachgewiesenen Namen in der derben Umgangssprache der frühen Neuzeit, da die Beschaffenheit des Gebiets einige zur Erhebungszeit des Namens tätige Menschen an eine Gesäßspalte erinnerte.

## Verlauf
Der Kattenbach entspringt auf einer Höhe von ca. 510 m ü. NHN an der Kattnäse am Nordhang des Stöttertalskopfes im Nationalpark Harz. In der als Großes Tal bezeichneten Einkerbung zwischen den nördlich vom Stöttertalskopf gelegenen Vorsprüngen Kattnäse und Uhlenkopf weist der Kattenbach ein starkes Gefälle auf: In den ersten 650 Metern nach der Quelle von ca. 510 m auf 350 m ü. NHN, was einem Gefälle von rund 24,6 % entspricht.
Am äußersten östlichen Stadtrand von Bad Harzburg, auf Höhe der Siedlung Ottenhai, münden die Arskerbe und einen halben Kilometer weiter flussabwärts der Uhlentalbach in den Kattenbach, ehe der Bach dem Nordhang des hier beginnenden Butterbergs folgt und das Siedlungsgebiet verlässt. Er unterführt im Siedlungsgebiet die Landesstraße L 501 (Ilsenburger Straße) und fließt durch einen Campingplatz.
Anschließend durchströmt er das Heinische Bruch, ein durch Entwässerungsgräben trockengelegtes Waldstück. Dieses verlässt er 2,5 Kilometer hinter der Quelle, um in der landwirtschaftlich intensiv genutzten Region der Harzrandmulde einzufließen. Grabenartig fließt er östlich von Westerode vorbei.
Am südlichen Ortsrand von Bettingerode vereinigt sich der Kattenbach mit dem kürzeren Maschbach zur Schamlah.